# Miniature Schnauzer
Miniature Schnauzer là giống chó cảnh và chó sục có nguồn gốc từ Đức, tên Schnauzer có nghĩa là cái rọ mõm, bắt nguồn từ việc lông mặt của chó rất dài, và bọc quanh mõm chó giống như cái rọ. Đây cũng là nét đặc trưng của chó Schnauzer. Giống Standard Schnauzer xuất hiện từ thế kỷ thứ 17, và chúng được dùng để chăn gia súc lớn. Chúng có thể dùng để săn chuột. Chúng hữu dụng là chó cảnh bầu bạn với người ưa làm việc đi săn. Bản tính sống động vui vẻ cảnh giác với người lạ. Tại các trang trại, những con chó thuộc giống này thường có nhiệm vụ bảo vệ, canh gác hay hỗ trợ chủ nuôi khi vận chuyển đàn gia súc, có những con chó có thể làm những công việc có độ khó cao giúp chủ.

## Đặc điểm
Chúng được phân loại là chó cỡ nhỏ và tiêu chuẩn, với kích thước là chiều cao từ 35,5–48 cm, trọng lượng 5,9- 6,8 và có thể đến 15 kg. Đây là một giống chó khoẻ mạnh, lông thô, cứng, lông mặt dài và lông mày rậm. Lông của chúng đen tuyền hoặc muối tiêu, mặt pha trộn giữa các màu xám, đen và trắng. Dù nhỏ con, chúng đủ dẻo dai để chơi những trò tốn sức và đủ vững chãi để làm bạn tốt với người già.
Có ba loại chó Schnauzer khác nhau đã được phân định, và chúng đều có chung một dòng giống tổ tiên. Loại Schnauzer khổng lồ, từ chân đến vai đo được 63,5 cm, hai loại sau thì nhỏ hơn nhiều, chiều cao trung bình của chúng là 33,5 cm và 48 cm. Lần đầu tiên, chúng xuất hiện ở những hội chợ triển lãm chó vào cuối năm 1800, dưới cái tên Wirehavied Pinscher, sau này chúng mới được xác nhận rõ ràng là chó Schnauzer tiêu chuẩn. Giống tiểu Schnauzer là kết quả lai tạo giữa những con Standard Schnauzer nhỏ bé nhất, được chọn lựa từ các bầy chó với giống Pinscher.
Giống chó này phải được cắt tỉa lông thường xuyên, lông mặt, lông mày phải được giữ sạch sẽ để khỏi hôi hám. Lông và cẳng phải được chải mỗi ngày. Bộng lông của chúng cần chải gỡ kỹ càng mỗi ngày. Phải rửa ráy bộ lông mõm cho chúng, vì nó dễ bị dơ khi thức ăn bám vào. Muốn tránh tình trạng này, nên cho chó ăn thức ăn khô, hoặc hơi ướt một tí, đừng cho ăn lỏng. Đều đặn vài tháng một lần, nên xén tỉa bộ lông cho chó, để giữ nó ở trong trạng thái tốt. Nên đem chó đến các thẩm mỹ viện dành cho chó.

## Tập tính
Các giống chó Schnauzer đều tỏ ra năng động, thích chơi đùa. chúng rất thân thiện với mọi người trong gia đình, đặc biệt rất cảnh giác với người lạ. nó giữ nhà rất giỏi, phát hiện và báo động kẻ lạ xâm nhập vào nhà nhanh và chính xác. Giống chó này bé và khi phối giống chó Pug sẽ cho ra những chú chó rất thích sống ngoài trời. Tuy nhiên nó cũng bằng lòng với cuộc sống trong nhà ở thành thị. Là giống chó thông minh và lanh lẹ, là bạn trung thành và là thú cưng cho gia đình.